# Резерват аравийской антилопы
Резерват аравийского орикса расположен в пределах центральной пустыни и морского побережья Омана.
Территория пустыни имеет уникальную экосистему, поддерживаемую сезонными туманами и росами. Разнообразная флора включает несколько видов растений-эндемиков. Редкая фауна состоит в частности из малочисленного аравийского орикса, популяция которого была восстановлена в 1982 году, после того как в 1972 году здесь была убита последняя дикая антилопа. Затем был поднят вопрос восстановления численности газелей, нубийских ибексов, аравийских волков, барсуков-медоедов, каракалов, которых также ранее уничтожали.

## Всемирное наследие ЮНЕСКО
В 1994 году территория резервата была занесена ЮНЕСКО в Список всемирного наследия, находящегося под угрозой. Парламент Омана самовольно уменьшило площадь резервата на 90%.
28 июня 2007 года заповедник стал первым в истории объектом, удаленным из Списка Всемирного наследия. В результате браконьерства, в ходе которого численность орикса упала сократилась до 65 особей, так и разрушения среды обитания здесь осталось лишь четыре пары животных, пригодных к размножению.